# Петроострів
Петроо́стрів (колишні назви — хутір Дави́дівка, Третя рота) — село в Україні, у Новомиргородській міській громаді Новоукраїнського району Кіровоградської області.
Колишній центр Петроострівської сільської ради.
Населення становить 734 особи.

## Географія

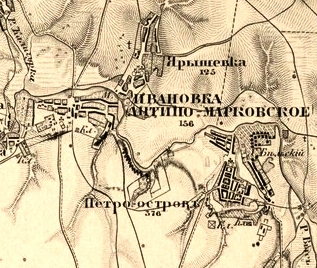
Петроострів на військово-топографічній карті 1869 року

Село розташоване в західній частині району на кордоні з Черкаською областю. Петроострів лежить в долині річки Велика Вись, на її лівому березі. В межах села в неглибокій улоговині знаходиться Солоне озеро.

## Археологія
Поблизу Петроострова, за 500 м від лівого берега річки Велика Вись, на мису, утвореному вигином балки, знаходиться поселення Трипільської культури етапу СІ, відкрите новомиргородським археологом Петром Івановичем Озеровим та обстежене О. В. Цвек у 1987 році. Площа поселення — близько 30-40 га. Тут виявлено кераміку з розписом та антропоморфну пластику.

## Історія
Перша церква у селі Петроострові, Преображенська, була побудована в 1745 році. Це була дерев'яна однопрестольна будівля без фундаменту. Першим священиком був Григорій Єремеєв.
У 1752 році в Давидівці проживало 56 сімей.
Станом на 1772 рік, у Петроострівському шанці існувала дерев'яна однопрестольна Преображенська церква, священиком якої з 1772 року був Григорій Федоров. Церква підпорядковувалась Новомиргородському духовному Правлінню.
Протягом 1752–1764 років тут розташовувалась Третя рота новосербського кінного Гусарського полку. Інші назви села: Петроострове, Петро-острів, Петроострівський шанець.
1859 року у селі південних поселенців Єлисаветградського повіту Херсонської губернії, мешкало 1732 особи (865 чоловічої статі та 868 — жіночої), налічувалось 328 дворових господарств, існували православна церква.
Станом на 1886 рік у колишньому власницькому селі Надлацької волості мешкало 2309 осіб, налічувалось 492 дворових господарства, існувала православна церква й школа.
За даними 1894 року у селі Якимівської волості мешкало 2830 осіб (1412 чоловічої статі та 1418 — жіночої), налічувалось 511 дворових господарств, існували православна церква, земська школа на 132 учні (100 хлопчиків і 32 дівчинки), 8 лавок, шинок.
За переписом 1897 року кількість мешканців зросла до 3151 особи (1548 чоловічої статі та 1603 — жіночої), з яких 2956 — православної віри.
27 січня 1920 року через Петроострів під час Зимового походу проходила Київська збірна дивізія Армії УНР, очолювана Юрієм Тютюнником, а слідом за ним Кінний полк Чорних Запорожців Армії УНР, який 30 — 31 січня зупинився там на короткий перепочинок.
Населення Петроострова в 50-х роках ХХ століття становило близько 5 тисяч чоловік, у школі навчалось 550 учнів (найбільше у Хмелівському районі). На той час у селі діяла МТС — одна з найуспішніших в Україні, що обслуговувала 9 колгоспів. Окрасою її центральної садиби був парк, нині занедбаний.[джерело?]

## Населення
| 1859 | 1886 | 1894 | 1897 | 1950 | 2001 |
| ---- | ---- | ---- | ---- | ---- | ---- |
| 1732 | 2309 | 2830 | 3151 | 5000 | 734  |
|      | ▲    | ▲    | ▲    | ▲    | ▼    |

Згідно з переписом УРСР 1989 року чисельність наявного населення села становила 986 осіб, з яких 440 чоловіків та 546 жінок.
За переписом населення України 2001 року в селі мешкали 733 особи.

### Мова
Розподіл населення за рідною мовою за даними перепису 2001 року:
| Мова       | Відсоток |
| ---------- | -------- |
| українська | 95,10 %  |
| російська  | 3,27 %   |
| молдовська | 0,95 %   |
| білоруська | 0,41 %   |
| вірменська | 0,14 %   |

## Інфраструктура
В селі знаходиться ЗОШ I—III ступенів, лікарняна амбулаторія загальної практики сімейної медицини, будинок культури, бібліотека, відділення зв'язку та 6 магазинів.

### Вулиці
У Петроострові налічується 14 вулиць:
- Гагаріна вул.
- Сонячна вул. (Жовтнева)
- Дубівська вул. (Кірова)
- Центральна вул. (Леніна)
- Мічуріна вул.
- Молодіжна вул.
- Набережна вул.
- Перемоги вул.
- Пушкіна вул.
- Бессарабська вул. (Радянська)
- Левбальська вул. (Суворова)
- Чкалова вул.
- Шевченка вул.
- Бузкова вул. (Щорса)

## Спорт
В селі Петроострів існує однойменна футбольна команда «Петроострів» яка була створена в середині 2000-х років зусилями молоді села. На даний момент ФК «Петроострів» бере участь в чемпіонаті Новомиргородського району з футболу.
В 2014 році ФК «Петроострів» став чемпіоном Новомиргородського району з футболу не програвши жодного матчу, і лише раз зігравши в нічию з ФК «Легіон» з міста Новомиргорода.
Також в Петроострові народилася Ковпан Валентина Іванівна заслужений майстер спорту СРСР (1976). Виступала за львівську команду товариства «Буревісник». Чемпіонка світу 1973 і 1975 рр. у командних змаганнях із стрільби з лука. Чемпіонка Європи (1978) в особистих і командних змаганнях. Срібний призер першості світу 1973 і 1975 рр. в особистих змаганнях та срібний призер літніх Олімпійських ігор 1976 року в особистих змаганнях.

## Релігія
Перша церква в селі була збудована близько 1745–1749 років на честь Преображення Господнього. В цей період священиками тут були: Григорій Єремеєв (1745), Михайло Степанов (1746–1748), Захарій Іванов (1748–1754) та вікарій Іоан Захарієв (1748–1754). В 1754 році частину церковного майна перенесли до слободи Вись.
Нині петроострівська Преображенська церква розташована у пристосованому приміщенні.

## Відомі люди
- Камінський Василь Якович — історик, архівіст. Учень О. Оглоблина.
- Ковпан Валентина Іванівна — лучниця, заслужений майстер спорту СРСР (1976).
- Кузьмінський Анатолій Іванович — доктор педагогічних наук, професор.
- Поповкін Євген Юхимович — український письменник.